# 汚部屋そだちの東大生
『汚部屋そだちの東大生』（おへやそだちのとうだいせい）は、ハミ山クリニカによる日本の漫画作品。

## 概要
2021年3月10日にぶんか社から出版。
東京大学を卒業した作家による作品。7年間壊れたままの自宅のトイレや、包丁やまな板はゴキブリの通り道であった自宅で、毒親とされる母親と2人暮らしをしていた作家が共依存をしていたという内容の物語。この作品ではこのような作者の子供時代から、母親と絶縁して決別するまでが書かれている。
部屋が汚いことに加えて、父親であったと思っていた人は実は母親の愛人であったという環境であった。作者はそのような逆境を乗り越えて東京大学に入学できたものの、その時の母親は「私（＝母親）を幸せにするために東京大学に入学したのでしょ」と吐き捨てていた。
この作品において、作者は母親のことを愛すべき美しい母親としており、そのような母親を捨ててしまう物語としている。作者は汚い部屋と母親から物理的にも精神的にも離脱するまでが描かれていた。